# Referendum abrogativo in Italia del 1974
Il referendum abrogativo in Italia del 1974 si tenne il 12 e 13 maggio ed ebbe come oggetto la disciplina normativa con cui era stato introdotto l'istituto del divorzio, previsto dalla «legge 1º dicembre 1970, n. 898», nota anche come «legge Fortuna-Baslini» (dal nome dei primi firmatari del progetto in sede parlamentare).

## Contesto storico
Entrata in vigore nel 1970, la legge aveva introdotto il divorzio in Italia, causando controversie e opposizioni, in particolare da parte di molti cattolici (la dottrina cattolica sancisce l'indissolubilità del vincolo matrimoniale, ma gli antidivorzisti presentarono la loro posizione come motivata laicamente, cioè desunta dall'essenza stessa del matrimonio come istituto di diritto naturale, non come sacramento).
Il fronte divorzista intese la sua battaglia nel senso d'un ampliamento delle libertà civili, ma anche a un cambiamento in senso libertario del quadro politico nazionale: alla vittoria del "No" nel 1974 seguiranno infatti importanti conquiste elettorali delle sinistre nel 1975 e nel 1976 e la formazione di governi con l'appoggio esterno del PCI prima nel 1976 e poi nel 1978.

## Il quadro sociale

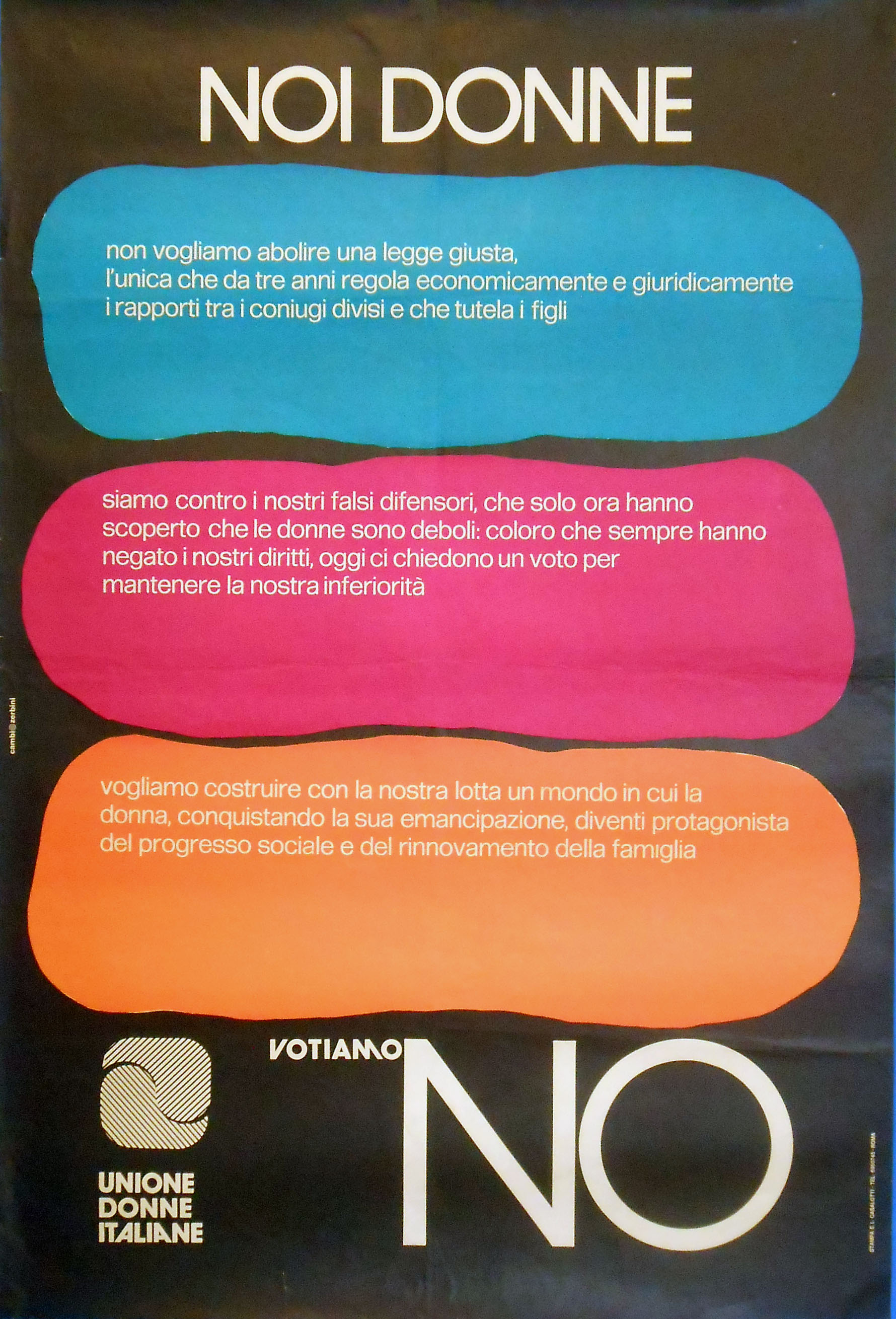
Manifesto dell'Unione donne italiane

Al momento della promulgazione della legge, il fronte sociale e politico era fortemente diviso sull'argomento. Le forze laiche e liberali si erano fatte promotrici dell'iniziativa parlamentare (la legge nacque, infatti, a opera del socialista Loris Fortuna e del liberale Antonio Baslini). Forti differenze erano comunque presenti fra le avanguardie più radicali (femministe, LID, Partito Radicale, l'ala socialista di Fortuna) e parti consistenti del PCI orientate verso una trattativa con la DC, o l'ala socialista di De Martino.
Il comitato promotore del referendum era guidato da Gabrio Lombardi e schierava nella campagna contro il divorzio diversi intellettuali e politici, tra i quali Salvatore Satta, Sergio Cotta, Augusto del Noce, Carlo Felice Manara, Enrico Medi, Giorgio La Pira, Alberto Trabucchi, Giovanni Battista Migliori, Lina Merlin e Ugo Sciascia.
La Democrazia Cristiana e il Movimento Sociale Italiano si erano opposti alla legge, ma parte del mondo cattolico si era comunque dichiarato favorevole, come le ACLI o il movimento dei cattolici democratici di Mario Gozzini, Pietro Scoppola, Raniero La Valle e Paolo Prodi. Fra i movimenti cattolici i Comitati Civici e Comunione e Liberazione erano rimasti completamente fedeli alle indicazioni della CEI.
Il Vaticano aveva covato in un primo tempo il progetto d'un divorzio ammissibile per i matrimoni civili e vietato per i matrimoni concordatari (il progetto era piaciuto ad Andreotti, ma aveva grossi difetti, anche per la Chiesa): c'era il rischio, con questa normativa, d'incrementare enormemente il numero dei matrimoni civili. Fanfani aveva preferito una battaglia campale, confortato in questo da tutto il suo partito, anche se la sinistra DC e il governo (compreso il presidente del Consiglio Mariano Rumor) rimasero in disparte durante la campagna referendaria.
Lo schieramento del «no» era molto ampio, andando dal PLI di Giovanni Malagodi agli extraparlamentari di sinistra.

## Quesito e posizioni dei partiti
Quesito: «Volete che sia abrogata la legge 1º dicembre 1970, n. 898, "Disciplina dei casi di scioglimento del matrimonio"?»

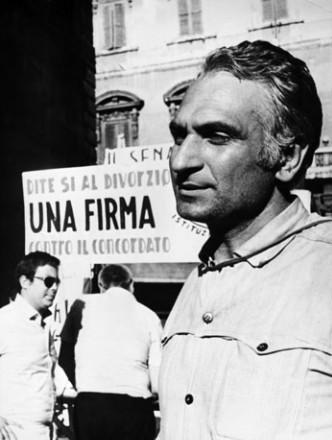
Marco Pannella del Partito Radicale al tempo della campagna a favore del «no»

### Sì (contro il divorzio)
- Democrazia Cristiana
- Movimento Sociale Italiano - Destra Nazionale[7]

### No (favorevoli al divorzio)
- Partito Comunista Italiano
- Partito Radicale
- Partito Socialista Italiano
- Partito Repubblicano Italiano
- Partito Liberale Italiano
- Partito Socialista Democratico Italiano
- il manifesto e il PDUP associati, che poi si uniranno come forza politica nel 1975-76.

### Libertà di scelta
- Südtiroler Volkspartei[8]

## Risultati
| Sì                      | 13 157 558 | 40,74 |  |  |  |  |  |  |
| No                      | 19 138 300 | 59,26 |  |  |  |  |  |  |
| Totale                  | 32 295 858 | 100   |  |  |  |  |  |  |
|                         |            |       |  |  |  |  |  |  |
| Schede bianche          | 425 694    | 1,29  |  |  |  |  |  |  |
| Schede nulle            | 301 627    | 0,91  |  |  |  |  |  |  |
| Votanti                 | 33 023 179 | 87,72 |  |  |  |  |  |  |
| Elettori                | 37 646 322 |       |  |  |  |  |  |  |
|                         |            |       |  |  |  |  |  |  |
| Esito: Quorum raggiunto |            |       |  |  |  |  |  |  |

### Risultati per area
Sostanzialmente il Centro-Nord e le Isole si espressero in senso contrario all'abrogazione, mentre il Sud si espresse in senso anti-divorzista. Il no prevalse però in Abruzzo e il sì in Veneto e Trentino-Alto Adige (favorito dalla vittoria del sì con il 51,5% in Trentino, mentre in Alto Adige prevalse il no con il 50,38%).
La regione che più si espresse contro l’abrogazione della legge sul divorzio fu la Valle d’Aosta, con il 75,06% di voti contrari. Seguirono Liguria (72,57%) e Emilia Romagna (70,97%). La regione che più si espresse favorevolmente fu invece il Molise (60,04% di voti favorevoli), seguita da Basilicata (53,58%) e Puglia (52,60%).
| Regione               | Sì        | %      | No        | %      | Votanti   | %      |
| --------------------- | --------- | ------ | --------- | ------ | --------- | ------ |
| Valle d'Aosta         | 16 753    | 24,94% | 50 412    | 75,06% | 69 731    | 86,81% |
| Piemonte              | 838 143   | 29,17% | 2 035 546 | 70,83% | 2 954 956 | 90,79% |
| Liguria               | 335 075   | 27,43% | 886 343   | 72,57% | 1 249 008 | 89,42% |
| Lombardia             | 2 172 595 | 40,09% | 3 246 669 | 59,91% | 5 545 794 | 93,15% |
| Trentino-Alto Adige   | 247 917   | 50,60% | 242 051   | 49,40% | 505 578   | 89,82% |
| Veneto                | 1 322 964 | 51,08% | 1 267 001 | 48,92% | 2 650 676 | 93,60% |
| Friuli-Venezia Giulia | 292 762   | 36,16% | 516 798   | 63,84% | 827 951   | 89,94% |
| Emilia-Romagna        | 771 689   | 29,03% | 1 886 376 | 70,97% | 2 718 077 | 95,28% |
| Toscana               | 722 105   | 30,40% | 1 653 198 | 69,60% | 2 425 088 | 93,95% |
| Marche                | 370 794   | 42,38% | 504 226   | 57,62% | 903 809   | 92,28% |
| Umbria                | 170 054   | 32,63% | 351 077   | 67,37% | 532 525   | 92,79% |
| Lazio                 | 1 042 313 | 36,62% | 1 804 009 | 63,38% | 2 892 505 | 89,58% |
| Abruzzo               | 332 899   | 48,87% | 348 229   | 51,13% | 698 591   | 82,16% |
| Molise                | 104 221   | 60,04% | 69 372    | 39,96% | 178 484   | 75,87% |
| Campania              | 1 300 382 | 52,23% | 1 189 374 | 47,77% | 2 536 839 | 79,27% |
| Basilicata            | 159 339   | 53,58% | 138 024   | 46,42% | 306 461   | 78,87% |
| Puglia                | 996 017   | 52,60% | 897 630   | 47,40% | 1 930 165 | 84,66% |
| Calabria              | 460 118   | 50,85% | 444 732   | 49,15% | 929 809   | 74,14% |
| Sicilia               | 1 163 630 | 49,42% | 1 190 268 | 50,58% | 2 404 640 | 76,59% |
| Sardegna              | 338 344   | 44,80% | 416 965   | 55,20% | 768 792   | 81,93% |

## Conseguenze politiche

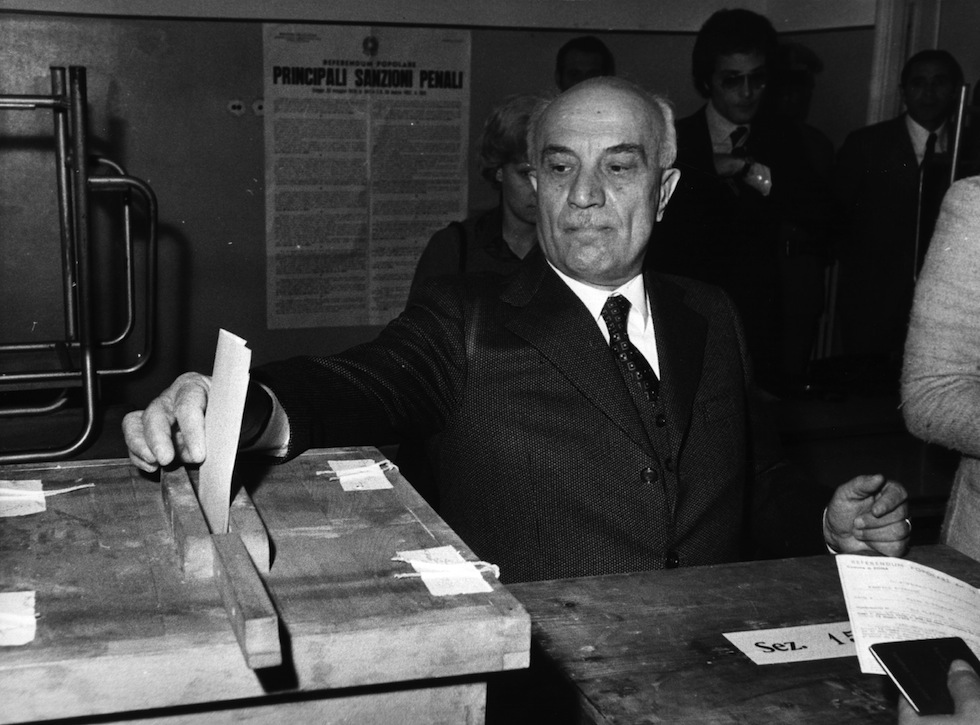
Il segretario della Democrazia Cristiana, Amintore Fanfani, al voto il 12 maggio 1974: principale sostenitore del fronte del «sì», Fanfani pagò il maggiore scotto dall'esito referendario.

L'esito del referendum fu interpretato come una dura sconfitta personale per Amintore Fanfani, visto come l'attore principale del fronte del «sì»: il segretario della DC, infatti, si era intestato la battaglia referendaria per ragioni ideali di coerenza cristiana, nella consapevolezza da parte degli altri esponenti DC, tra cui Moro, della difficoltà del compito.
A detta dello schieramento avverso, Fanfani aveva cercato di sfruttare la campagna referendaria anche a fini prettamente politici, nell'ipotesi che un'eventuale vittoria abrogazionista avrebbe frenato l'ascesa del PCI di Enrico Berlinguer, tra i maggiori esponenti del fronte del «no». Famosa rimase la vignetta satirica di Giorgio Forattini a commento dell'esito del voto referendario, pubblicata dal quotidiano politico di sinistra Paese Sera, nella quale, ironizzando sulla bassa statura del leader DC, faceva decollare il «tappo» con l'effigie di Fanfani da una bottiglia di champagne avente l'etichetta «NO».
La sconfitta antidivorzista rappresentò di fatto l'arresto del protagonismo politico di Fanfani, tra i più longevi protagonisti della Prima Repubblica, su una dimensione pubblica: la successiva sconfitta democristiana alle elezioni regionali del 1975 lo costringerà a lasciare la carica di segretario a Benigno Zaccagnini.
La vittoria del «no» fu un duro colpo anche per la Chiesa, che aveva sospeso a divinis l'abate dom Franzoni, favorevole al mantenimento della legge. Fanfani, nel luglio 1974, tentò di spiegare la sconfitta e di attenuarne la portata durante un Consiglio nazionale in cui sostenne che «la DC non promosse né incoraggiò la richiesta di referendum» e che «non possiamo concedere che l'essere riusciti a far convergere sulle tesi sostenute ben tredici milioni di voti rappresenti una sconfitta».